# 川口大司
川口大司（日语：／ Kawaguchi Daiji ?，1971年—），是日本知名经济学家，专长为劳动经济学，現任东京大学公共政策大学院院长及教授。

## 生平
1994年，川口大司从早稻田大学政治经济学部经济学科毕业。他于1996年获得一桥大学经济学硕士学位，并于2002年获得密歇根州立大学经济学博士学位。
- 2002年　日本大阪大学社会经济研究所 助理教授
- 2003年　日本筑波大学社会工学系 助理教授
- 2005年　日本一桥大学大学院经济学研究科 副教授
- 2013年　日本一桥大学大学院经济学研究科 教授
- 2016年　日本东京大学大学院经济学研究科 教授

## 著作

### 个人著作
- 《労働経済学 - 理論と実証をつなぐ》（有斐閣、2017年）ISBN 978-4641165076

### 共同著作
- 《日本の外国人労働力》（中村二朗，内藤久裕，神林龍，町北朋洋）（日本経済新聞出版社、2009年）ISBN 978-4532133719
- 《法と経済で読みとく雇用の世界》（大内伸哉）（有斐閣、2012年）ISBN 978-4641163898
  - 《法と経済で読みとく雇用の世界（新版）》（大内伸哉）（有斐閣、2014年）ISBN 978-4641164291
- 《計量経済学》（西山慶彦，新谷元嗣，奥井亮）（有斐閣、2019年）ISBN 978-4641053854